# エディロール・SDシリーズ
SDシリーズ（エスディーシリーズ）は、EDIROL（エディロール）ブランドで販売されるローランドのDTM用音源モジュールの型番・商品名。総称はスタジオ・キャンバス (Studio Canvas) 。
※SD-50はモバイル･スタジオ･キャンバス（Mobile Studio Canvas）

## 概要
SCシリーズの後継として登場。ローランドのシンセサイザーXVシリーズと同系列の音源エンジンを搭載するなど、音質の向上が図られている。DTM音源としての機能を充実させており、特にSD-90ではDAWアプリケーションと連携して使用することを念頭に置いた設計となっている。全機種に光デジタル出力端子とUSB端子を装備している。USB接続ではASIO2.0に対応。
音色セットはネイティブモードやGM2モードではサンプリング方式やその他の機能により以下の6つのカテゴリーに分類される。
クラシカル (Classical)
モノラルサンプリング。アンサンブルに適したものを中心とした音色セット。
コンテンポラリ (Contemporary)
モノラルサンプリングながらベロシティスイッチのある、楽器のリアリティを追求したものを中心とした音色セット。
ソロ (Solo)
ステレオサンプリング、ベロシティスイッチやビブラートなど、上記2つのカテゴリに比べて高級感のあるものを中心とした音色セット。
エンハンスト (Enhanced)
内蔵音色のうち、予めマルチエフェクトのかかっているものを中心とした音色セット。
スペシャル (Special) 1, 2
ソロ・セットやエンハンスト・セットの中から代表的なものを抜粋した音色の他、GM2で規定されていない音色も含めたセット。
ただしGM2モードではスペシャル・セットがなく、その他のセットでも扱えるパラメータが制限される。さらにSD-20では音色セットがクラシカル・コンテンポラリ・ソロの3つしかない。その他の音色モードはGSモード、XGLiteモードがある。
一部の音源は「Super Quartet」、「Hyper Canvas」としてソフトウェアシンセサイザー販売もされている。

## 機種紹介
※これらの機種ではパッケージ版も販売されていたが、単品販売製品においても「SONAR LE」を同梱。
SD-90
- パート数：32
- 最大同時発音数：128
- 音色数：1050
- ドラムセット：30

SDシリーズの最初の機種。外部入力端子の他、デジタルオーディオ端子は光デジタル入出力端子、コアキシャル入出力端子を装備。アナログ出力端子は4つ装備されており、4スピーカーのサラウンド出力にも対応。MIDI音源部では3系統のマルチエフェクトと2系統のシステムエフェクトを搭載。また、デジタル・エフェクトやデジタル・ミキサーなど、24bit対応のデジタルオーディオインターフェースとしての機能も充実しており、外部から入力された音をデジタルでミックスさせたり、エフェクトをかけたりすることが可能。USBを経由してオーディオをPCに取り込むことも可能。米ケークウォーク社のDAWソフトである「SONAR」を同梱した「ソナー・デジタル・スタジオ」のほか、同じく「ケークウォーク・ホームスタジオ」を同梱した「SD-90 ホームスタジオ・エディション」も販売されていた。
SD-80
- パート数：32
- 最大同時発音数：128
- 音色数：1050
- ドラムセット：30

SD-90からオーディオインターフェース関連の機能を削減し、ステレオ2系統もしくはモノラル4系統の出力が可能なマルチアウト機能を追加。デジタル出力端子は光デジタル、コアキシャルの2つ。本体はSD-90と比べてサイズダウンしており、付属のアダプタを用いることで1Uサイズのラックマウント型機器として使用することができる。「ケークウォーク・ホームスタジオ」を同梱した「SD-80 ホームスタジオ・エディション」も販売されていた。
SD-50
- パート数：16
- 最大同時発音数：128
- 音色数：1125
- ドラムセット：32

SonicCellに似た外観を持つ。2010年3月27日発売。MUSIC CREATOR5をバンドルした、ネットブック向けの「Mobile Studio Canvas」としてセット販売。
ただし、音色配列、搭載音色、受信できるコントロールに関してSD-90などとの互換性はほとんどなく、従来のMIDIに対し根底から覆す音源でもある。特に、XGLiteに対応していなかったり、GM2データでもバンクMSBが0では音色が変化しないなどの特徴を持っている。
SD-20
- パート数：32
- 最大同時発音数：64
- 音色数：660
- ドラムセット：23

SC-8820に似た外観を持つシリーズの最下位機種。SD-80からさらに機能が削られており、マルチエフェクトはなく、ネイティブモードやGM2モードにおいては音色カテゴリーが3つしかないが、上位機種と遜色ない発音をする。デジタル出力端子は光デジタルのみ。USBバスパワーで動作可能。当初「ミュージ郎ネットスタジオ」の同梱音源として販売されたが、後に単体販売となる。さらに2007年11月からはDAWソフト「SONAR6 LE」を軸とする音楽制作ツール集「Cakewalk Production Plus Pack」が同梱され、本体と付属品の立場が逆転する、という珍しい現象が起きている。